# Samsung Galaxy S II
GALAXY S II（ギャラクシー エス ツー）は、韓国・サムスン電子によって開発されたスマートフォンである。GALAXY Sの後継機種。各機種の詳細は各ページを参照。

## 概要
CPUとして1.2GHzデュアルコアCPUを搭載。ディスプレイは4.3インチ。メインカメラは800万画素、インカメラは190万画素となっている。

## 販売機種
- NTTドコモ
  - SC-02C - GALAXY S II（ドコモ スマートフォン→docomo NEXT series）
  - SC-03D - GALAXY S II LTE（docomo NEXT series。Xi対応）
- KDDI・沖縄セルラー電話（ISシリーズ）
  - ISW11SC - GALAXY S II WiMAX（+WiMAX対応）